# 鄒族小米祭

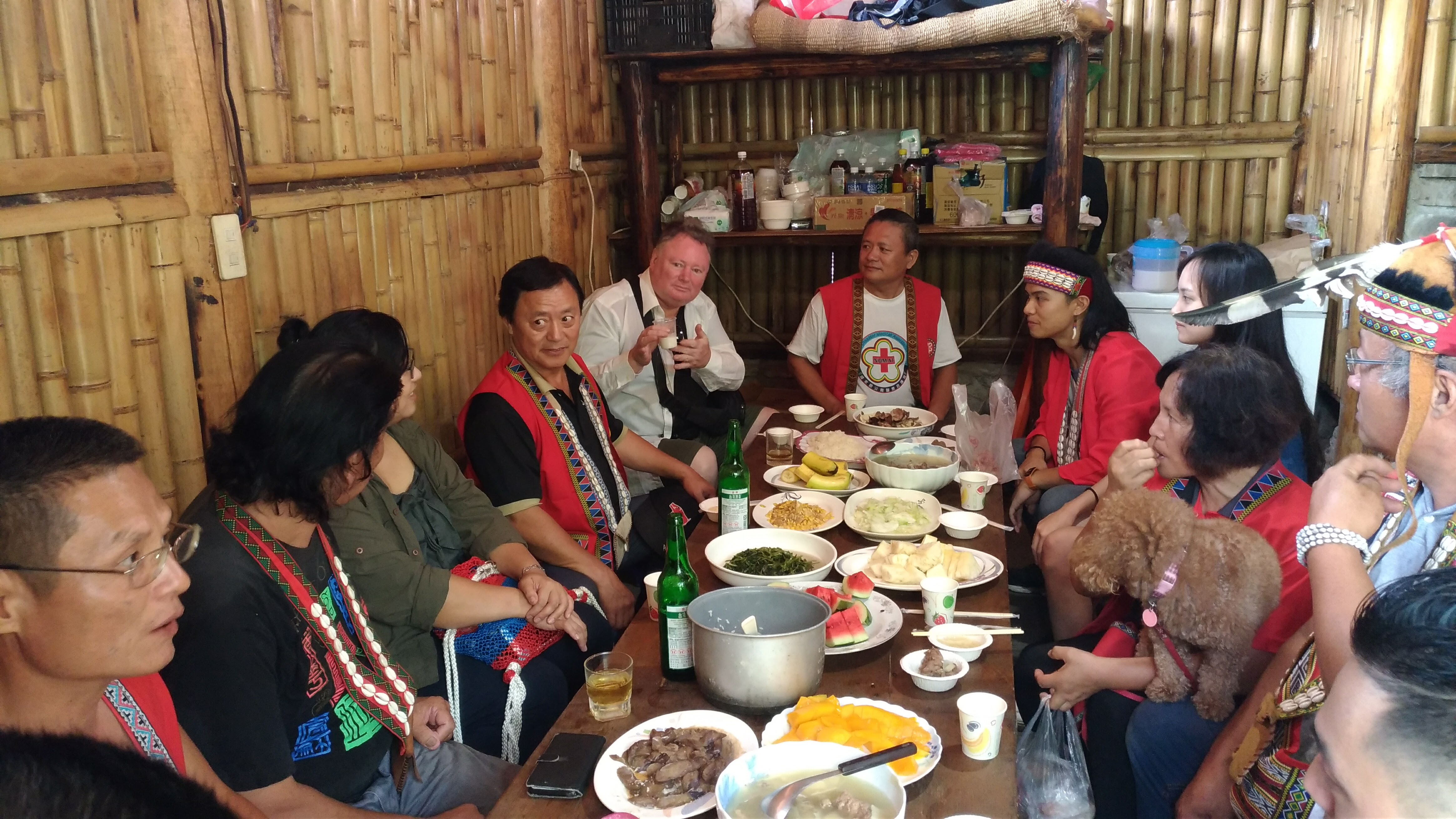
鄒族小米收穫祭典中的一個儀式－共食儀式

鄒族小米祭（Homeyaya）為鄒族的家族性祭祀，始於每年小米成熟的七、八月份。

## 簡介
鄒族小米祭屬於家族性祭儀。在鄒族傳統生活中，小米是主要的糧食作物，因此鄒族的一年開始於小米的播種，結束於小米的收成，其中小米收穫祭最為重要。在每年小米成熟的七、八月由祭團帶領舉行，家族裡的每個成員均要回來參加祭儀，儀式包括潔淨、團圓、慶豐收、感恩祈福、家族共食、家族互訪、飲新栗酒、長老會議、祭祀山神，也是鄒族人的過年，而其中長老會議要決定明年戰祭(Mayasvi)是否舉行。主要祭祀掌管小米生長的小米女神，並藉著祭典儀式來強化家族的凝聚力。早期的小米祭前後需要大約一個月的時間，現在則因應生活型態的轉變縮短為幾天內就結束，其中達邦社六天、特富野社四天就完成。以小米祭屋為主要祭祀場所，藉著家族互訪的儀式達到情感的交流。

## 時間
小米收穫祭在七、八月舉行；而確切日期則由各氏族長老和頭目視當年小米生長的狀況決定。

## 地點
祭儀在特別保留的聖粟田和各氏族的禁忌之屋舉行，其中聖粟田的面積只有三到五平方公尺，小米量絕對無法提供一個家族一年的糧食，因此是被象徵性地保留下來的，目的是為了舉行小米祭。而小社的族人在參加完各自的Homeyaya後要再回到大社參加本社的Homeyaya。 

## 目前保留的程序
- 釀酒
- 潔淨儀式
- 初收小米
- 迎小米女神
- 共食共飲
- 收割最後小米
- 送走小米女神
- 做祝神儀式

### 潔淨儀式
祭儀的前一天，全體族人要潔身，並將自家的屋舍打掃乾淨，還要將祭儀所要使用的器物，用樁草清洗潔淨，以避免惡靈。

### 共飲儀式
在頭目家的祭屋進行，主祭長老將各家族的酒混合到在一個大桶內由長老共飲，象徵各部落各家族融合凝聚，並藉此儀式討論部落事務。

## 祭儀當天流程

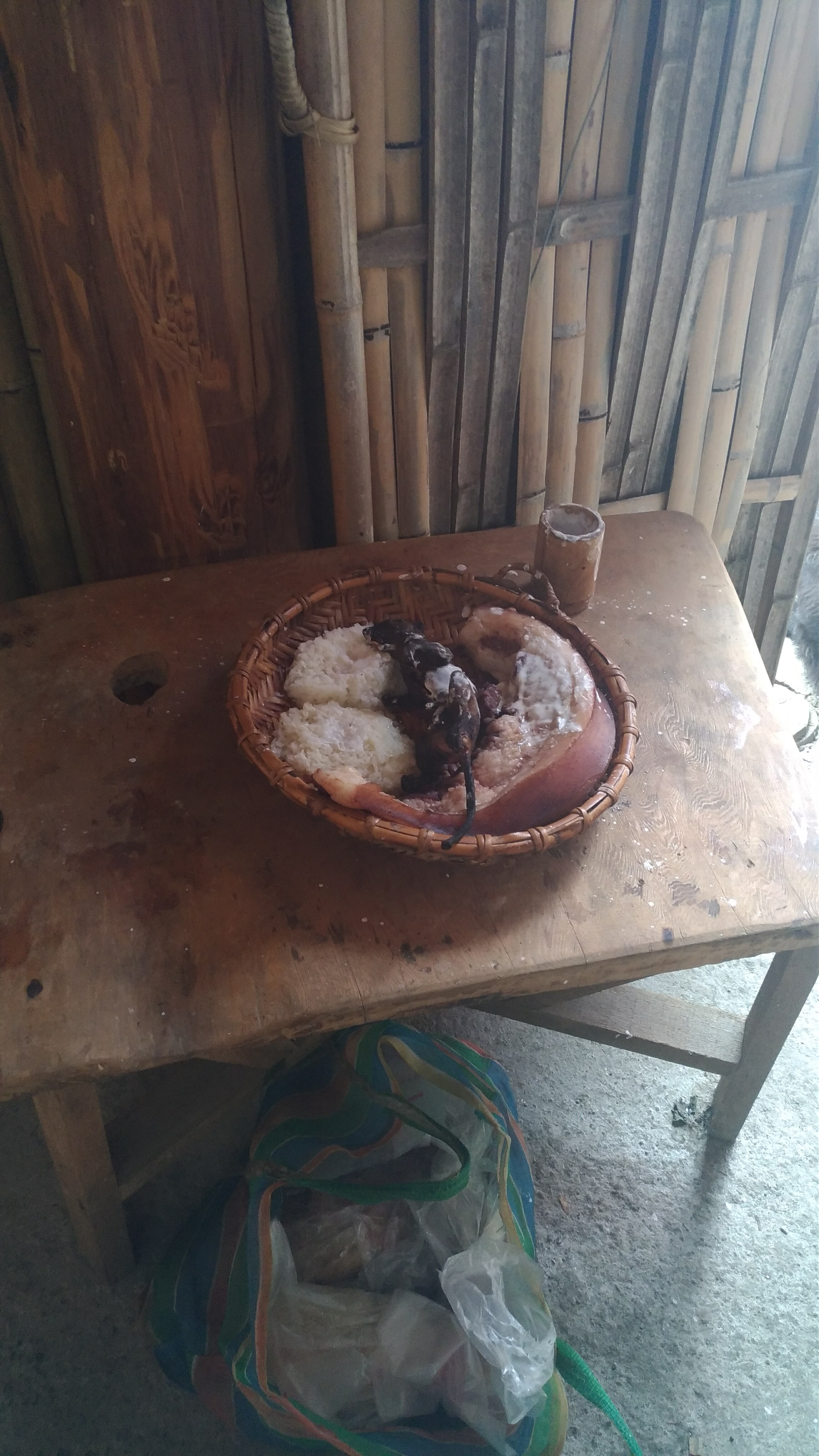
貢獻給小米女神的豬肉、糯米、松鼠

Homeyaya當天天未亮時，在禁忌之屋內的長老要開始準備酒、松鼠的右耳或豬耳尖、茶杯綁在一個竹框內。
天快亮時，長老揹著方簍，帶著箭竹製成的拐杖到小米田去祝神，之後帶些小米回禁忌之屋向小米女神報告今年的收穫情形，並且感謝小米女神的眷顧，再拿酒、糯米、豬肉、松鼠等貢獻給女神。此時全氏族的人員分別進屋祭祀，祭祀完成後眾人一起享用飲食。接下來再由各氏族的長老帶領族人拜訪其他家族，這種氏族之間的互訪加強氏族間的團結凝聚力，同時也增進和別的氏族的情感交流。每個氏族成員彼此拜訪其他氏族的禁忌之屋，做祝神、道賀、享用傳統食品等活動。

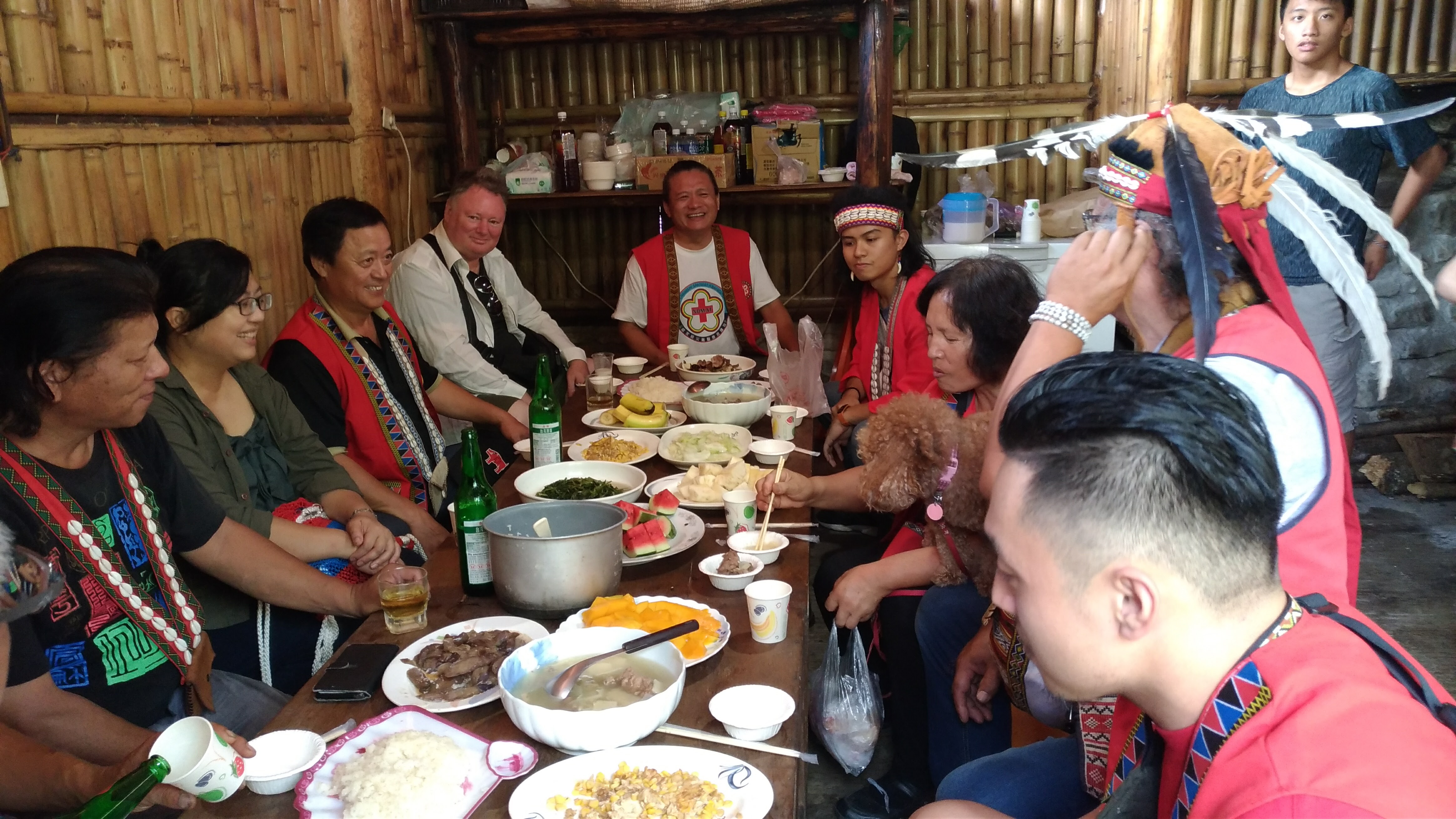
由氏族長老帶領族人拜訪其他氏族。

## 禁忌
- 儀式前一天禁吃魚、蔥薑蒜、地瓜
- 禁止吵雜喧嘩
- 前一天到祭屋以樁草做潔淨儀式，但現代考量到族人回部落的時間問題，故改成進入祭屋前做身體的潔淨即可，用樁草沾水桶裡的水淨身。
- 天亮前完成初收小米儀式，打噴嚏、講不吉利的話視為禁忌
- 祭儀期間部落視為神聖空間，族人應留在部落裡
- 禁茅草數量錯誤或在儀式中掉落:儀式中主祭者手中握的茅草上面有數個小結，代表家族人數，茅草若掉落則有人會在未來的一年死亡

## 當代的意義
現代小米祭中有些儀式被刪減；而有些被強化，像是家族的共食儀式以及部落長老的共飲儀式。因為這些所涉及的是家族親屬血緣關係的連結，以及部落整體象徵性的凝聚，這是一種社會性的儀式，注重社會功能，藉由共食儀式增加親屬間的互動，也藉由家族互訪連結各家族間的關係。
現代的小米祭是一種主體性的建構，要透過祭儀的持續來表現鄒族文化特質的身分認同。希望透過傳統儀式的復振去建構鄒族的主體性，爭取社會認同。